# Cividate Camuno
Cividate Camuno is een gemeente in de Italiaanse provincie Brescia (regio Lombardije) en telt 2671 inwoners (31-12-2004). De oppervlakte bedraagt 3,4 km², de bevolkingsdichtheid is 878 inwoners per km².

## Demografie
Cividate Camuno telt ongeveer 1031 huishoudens. Het aantal inwoners steeg in de periode 1991-2001 met 2,4% volgens cijfers uit de tienjaarlijkse volkstellingen van ISTAT.
| Jaar | Inwoneraantal |
| ---- | ------------- |
| 1991 | 2576          |
| 2001 | 2637          |

## Geografie
De gemeente ligt op ongeveer 275 m boven zeeniveau.
Cividate Camuno grenst aan de volgende gemeenten: Berzo Inferiore, Bienno, Breno, Esine, Malegno, Ossimo, Piancogno.